# Stichillus sinuosus
Stichillus sinuosus är en tvåvingeart som beskrevs av Schmitz 1926. Stichillus sinuosus ingår i släktet Stichillus och familjen puckelflugor.
Artens utbredningsområde är Taiwan. Inga underarter finns listade i Catalogue of Life.